# WikiScanner
WikiScanner, abreviatura de Wikipedia Scanner, es una herramienta que permite el seguimiento y localización de las direcciones IP usadas para editar en la Wikipedia. Esta utilidad fue creada por el estudiante de computación y redes neurales, Virgil Griffith, y lanzada el 14 de agosto de 2007.
Wikipedia scanner ofrece una base de datos que rastrea millones de ediciones anónimas en Wikipedia hasta las organizaciones donde esas ediciones se originan mediante la elaboración de una referencia cruzada entre las ediciones de datos y los dueños del respectivo grupo de direcciones IP.
El diseño de la base de datos del Wikipedia scanner es posible gracias a la combinación de las políticas de Wikipedia y a la información que está disponible para el público. 